# Nicolaas Tates
Nicolaas Tates (* 5. Mai 1915 in Zaandam; † 25. Dezember 1990 ebenda) war ein niederländischer Kanute.

## Erfolge
Nicolaas Tates gewann bei den Olympischen Spielen 1936 in Berlin eine Bronzemedaille im Zweier-Kajak. Auf der 1000-Meter-Strecke beendeten er und Wim van der Kroft zunächst ihren Vorlauf mit einer Laufzeit von 4:22,2 min auf dem zweiten Platz. Im Finallauf erreichten sie schließlich hinter den Österreichern Adolf Kainz und Alfons Dorfner sowie Ewald Tilker und Fritz Bondroit aus Deutschland als Drittplatzierte das Ziel. Mit ihrer Zeit von 4:12,2 Minuten blieben sie 3,3 Sekunden hinter den Deutschen, hatten aber ebenso drei Sekunden Vorsprung auf die viertplatzierten Tschechoslowaken.
Bereits 1934 hatte Tates bei den Europameisterschaften in Kopenhagen im Zweier-Kajak sowohl über 1000 Meter als auch über 10.000 Meter jeweils die Bronzemedaille gewonnen.